# Julien Escudé
Julien Escudé (Chartres, Francia, 17 de agosto de 1979) es un exfutbolista francés que jugaba de defensa. Actualmente forma parte de la Dirección Deportiva del Sevilla F. C. como loan manager, control y seguimiento de los jugadores cedidos a otros clubes.
Es hermano del extenista Nicolas Escudé (n. 1976).

## Biografía
Su primer equipo fue el AS Cannes, para luego fichar en 1999 con el Stade Rennes, donde jugó hasta el 2003.
Firmó con el Ajax Ámsterdam en julio de 2003, logró establecerse como titular en el centro de la zaga en su primera temporada, cuando ganó el campeonato. A comienzos de la temporada 2004-2005 le cuesta hacerse con la titularidad hasta el mes de noviembre, esta temporada acabó como capitán, después de anotar 5 goles; esa misma temporada fue convocado por Francia para dos partidos de la fase de clasificación para el Mundial 2006 contra Suiza y la Israel, pero no disputó ni un solo minuto. En la temporada 2005-2006 comienza la temporada como capitán, pero la alegría le fue corta, después de una derrota en casa del Feyenoord en agosto, Julien es criticado por el técnico del Ajax y no vuelve a vestir la camiseta del equipo hasta que en enero es traspasado al Sevilla FC.
Esa misma temporada consigue la Copa de la UEFA contra el Middlesbrough Football Club. En la siguiente, la Supercopa de Europa contra el FC Barcelona, su segunda Copa de la UEFA contra el Real Club Deportivo Español y la Copa del Rey contra el Getafe Club de Fútbol. En la temporada 2007-2008 consigue la Supercopa de España contra el Real Madrid. Más tarde, en la temporada 2009-2010 consigue su segunda Copa del Rey, en todos estos títulos jugó de titular, menos en la segunda Copa de la UEFA contra el Real Club Deportivo Español.

## Selección
Ha sido internacional un total de siete veces con la Selección de fútbol de Francia, hizo su debut el 11 de octubre del 2006 contra las Islas Feroe.

## Clubes
| Club           | País         | Año       |
| -------------- | ------------ | --------- |
| AS Cannes      | Francia      | 1998-1999 |
| Stade Rennes   | Francia      | 1999-2003 |
| Ajax Ámsterdam | Países Bajos | 2003-2006 |
| Sevilla FC     | España       | 2006-2012 |
| Beşiktaş JK    | Turquía      | 2012-2015 |

## Palmarés

### Campeonatos nacionales
| Título                        | Club           | País         | Año       |
| ----------------------------- | -------------- | ------------ | --------- |
| Eredivisie                    | Ajax Ámsterdam | Países Bajos | 2003-2004 |
| KNVB Beker                    | Ajax Ámsterdam | Países Bajos | 2005-2006 |
| Supercopa de los Países Bajos | Ajax Ámsterdam | Países Bajos | 2005      |
| Copa del Rey                  | Sevilla FC     | España       | 2006-2007 |
| Supercopa                     | Sevilla FC     | España       | 2007      |
| Copa del Rey                  | Sevilla FC     | España       | 2009-2010 |

### Copas internacionales
| Título              | Club       | País   | Año  |
| ------------------- | ---------- | ------ | ---- |
| Copa de la UEFA     | Sevilla FC | España | 2006 |
| Supercopa de Europa | Sevilla FC | España | 2006 |
| Copa de la UEFA     | Sevilla FC | España | 2007 |

- Datos: Q313172
- Multimedia: Julien Escudé / Q313172